# Yukos
Yukos (en ruso: ОАО Нефтяна́я Компа́ния Ю́КОС, IPA: [ˈjukəs]) era una empresa de petróleo con sede en Moscú, Rusia. Yukos fue adquirido del gobierno ruso por el Banco Menatep (del oligarca ruso Mijaíl Jodorkovski) durante las controvertidas subastas de "préstamos por acciones" de mediados de la década de los 90. 
Entre 1996 y 2003 Yukos se convirtió en una de las empresas rusas más grandes y exitosas, produciendo el 20% de la producción de petróleo de Rusia. En la lista Fortune 500 de 2004, Yukos fue clasificada como la 359ª empresa más grande del mundo.
En octubre de 2003, Jodorkovski, para entonces el hombre más rico de Rusia y el decimosexto hombre más rico del mundo, fue arrestado y la empresa fue disuelta por la fuerza debido a supuestos impuestos no pagados y declarada en quiebra en agosto de 2006.
Los tribunales de varios países dictaminaron más tarde que la verdadera intención era destruir Yukos y obtener sus activos para el gobierno ruso, y actuar políticamente contra Jodorkovski. En 2014, el laudo arbitral más grande de la historia, de 50.000 millones de dólares (37.200 millones de euros), fue ganado por los antiguos propietarios de Yukos contra Rusia. Este laudo de 50.000 millones de dólares de la Corte Permanente de Arbitraje fue declarado inválido por el tribunal de La Haya en 2016, pero restituido por la Corte de Apelaciones de La Haya en 2020.
De 2003 a 2004 en adelante, el gobierno ruso presentó a Yukos una serie de reclamaciones fiscales por un total de unos 27.000 millones de dólares (20.100 millones de euros). Como el gobierno congeló los activos de Yukos al mismo tiempo, y los intentos alternativos de asentamiento de Yukos fueron rechazados, la empresa no pudo pagar estas demandas fiscales. Entre 2004 y 2007, la mayoría de los activos de Yukos fueron confiscados y transferidos por una fracción de su valor a compañías petroleras estatales rusas.
El Instituto de Arbitraje de la Cámara de Comercio de Estocolmo, un organismo neutral para disputas comerciales, concluyó que la acción del gobierno fue una «expropiación ilegal» utilizando facturas fiscales «ilegítimas», cuyo efecto tenía la intención de «destruir Yukos y hacerse con el control de sus activos».
La Corte Permanente de Arbitraje de La Haya dictaminó por unanimidad que Yukos fue el objetivo de una serie de ataques por motivos políticos por parte de las autoridades rusas que finalmente llevaron a su quiebra. Según el fallo de la Corte Permanente de Arbitraje, el objetivo principal de la Federación Rusa no era recaudar impuestos, sino más bien arruinar a Yukos, apropiarse de sus activos en beneficio exclusivo del estado ruso y de las empresas estatales Rosneft y Gazprom, y eliminar a Jodorkovski de la arena política.